# Organi di senso a fessura
Negli aracnidi gli organi di senso a fessura sono organi sensoriali a forma di lamine sottilissime, che misurano e rilevano qualunque stimolo pressorio venga effettuato sulla cuticola dell'esoscheletro di questi animali.

## Distribuzione
Sono situati pressoché in tutto il corpo dei ragni, in forma singola, sia sul cefalotorace, sia sull'opistosoma che sulle articolazioni; in gruppo questi organi prendono il nome di organi liriformi e sono posti solo in prossimità delle articolazioni.
Sono spesso in numero notevole: nel ragno Clupiennus salei ne sono stati contati circa 3000, fra singoli e raggruppati.

## Morfologia
Ogni organo di senso a fessura è costituito da una sottilissima lamina a forma proprio di fessura, che può misurare, in proporzione alle dimensioni del ragno stesso, dagli 8 ai 200 micrometri di lunghezza e da 1 a 2 micrometri di larghezza.

## Funzione
Questo fine organo reagisce alle pressioni esterne che vengono esercitate sui vari segmenti delle zampe durante la locomozione; in questa particolare funzione possono essere definiti organi propriocettori.
Lo stimolo pressorio, attraverso la fessura, passa su una porzione di cuticola molto sottile che lo trasmette a sua volta ad un neurone che funge da recettore tramite i suoi dendriti. In risposta a sollecitazioni esterne, la membrana si deforma e il neurone ne invia il segnale al cervello che lo elabora e prende le dovute contromisure.